# S-5航空火箭彈
S-5航空火箭彈（俄语：С-5；最初命名為ARS-57／）是一系列由苏联空軍所研製的航空型火箭彈系武器，被軍用飛機用以攻擊地面目標。後來它在蘇聯空軍被更大口徑、更高效的S-8航空火箭彈取代。目前它仍在俄羅斯空軍和各種出口客戶當中服役。名稱來自火箭的直徑，55毫米（2.17英吋）。
它被製成使用各種不同彈頭的衍生型，包括HEAT反裝甲型（S-5K）、高爆炸藥型（S-5M/MO）、煙霧彈型和燃烧弹型。每枚火箭長約1,400毫米（55.12英寸），重約5,000克（11.02磅），取決於彈頭和引信。火箭的射程為3,000—4,000公尺（1.9至2.6英里）。

## 研發歷史
1950年代早期，蘇聯空軍研製了S-5航空火箭彈，最初用作格-19「農夫」的空對空AS-5武器系統的一部分。該火箭彈在米格-15bis「柴捆」和米格-17「壁畫」噴射式戰機以上進行了一系列配置的測試，最終在1955年1月，測試在米格-17PF上完成。測試已經證明，該火箭彈並不像預期的那樣，可對空中目標發揮作用。然而1955年3月22日，蘇聯部長會議中已決定S-5獲投入使用。同年4月，ARS-57火箭彈接受服役，軍用編號為S-5。
除了蘇聯和俄罗斯之外，還有波兰生產其他的S-5火箭彈。截至2013年，剩下的仍然生產國家是白俄罗斯和保加利亚。

## 描述
S-5是一枚55毫米（2.17英寸）口徑無制導火箭彈，並且由57毫米（2.24英寸）口徑的發射管所發射，兩者之間的差距藉由裝在火箭彈以上直徑為57毫米的導向環填補。它被战斗轰炸機和直升機所使用。它由裝有固體燃料火箭的鋼製彈體和帶有機械撞擊式引信的高爆彈頭所組成。在火箭彈的後部是一具細長的排氣噴嘴，附有八條向前折疊的尾翼。在運輸和儲存過程中，它們藉由紙捲固定。當火箭彈裝入發射管時，它們會圍繞著火箭折疊，當離開發射管以後就會彈簧或氣流的作用展開。在飛行中，尾翼為火箭彈提供以大約750轉／分鐘的速度的穩定作用旋轉。它具有堅實的推進劑火箭驅動。為了增加推力，固體推進劑發動機的燃燒室具有星形橫截面。因此，固體推進劑的燃燒在更大的表面上進行。固體火箭發動機的燃燒時間僅僅1.1秒，在此期間它的覆蓋範圍約300公尺。
彈頭部分裝有V-5M或V-5M1引信。彈頭還裝有定時自毀裝置，未命中或未爆炸的火箭彈會自動爆炸，以免未爆彈所造成的傷亡。
S-5是由可裝填4至32枚火箭彈的火箭筴艙所攜帶。第一具是ORO-57（俄语：ОРО-57）火箭發射器，各種衍生型號分別裝填4枚、8枚和16枚火箭彈。而最典型的就是裝填8枚火箭彈的ORO-57K（俄语：ОРО-57К），特別是裝設在格-19「農夫」以下一起使用。然後，從1960年代初期開始，典型的火箭發射器就變成了UB-16-57（俄语：УБ-16-57）型，總共裝填16枚火箭彈，並發展了多種衍生型，裝設於直升機和戰鬥機以下。UB表示“通用模塊”，因為它可以藉由裝設在典型的炸彈掛點攜帶，而“57”則意指發射管的實際直徑（火箭的直徑加2毫米）。其中首個衍生型UB-16-57U具有圓錐形前部，另一個衍生型UB-16-57D則是鈍形前部。從1968年開始，生產了一種UB-16-57UMP型號，具有圓錐形前部，並將5根內管向前伸出。1970年代，蘇聯研製了最終型火箭發射器UB-32（俄语：УБ-32），裝填32枚火箭彈，並且裝設於重型飛機以下。
波蘭研製出的是裝填16枚火箭彈的Mars-2火箭發射器，而在羅馬尼亞的火箭發射器則是裝填16枚火箭彈的LPR 57。

## 操作歷史
蘇聯大批量地向中東、越南等多個戰亂地區出口大量的S-5火箭彈，這種火箭彈是地方戰爭中不可分割的一部分。在某些情況以下，它甚至被用作地面火砲。

### 阿富汗
1980年代的阿富汗戰爭中，苏-25「蛙足」攻击机和-24「雌鹿」攻击直升机大量地使用S-5火箭彈，但被駕駛員認為其效能不佳。駕駛員描述該火箭彈發射後就像“鬱金香”一樣展開，而且彈頭的好處只是“讓聖戰者們的高跟鞋發癢”。以後俄羅斯軍隊已經轉為使用有如S-8火箭彈那樣較大口徑的武器取代其用途。此外，蘇聯陸軍第40軍使用架設在T-62主战坦克、BTR-70装甲输送车和Ural-4320卡車以上的簡易發射器發揮地對地用途。

### 以色列
2009年1月6日星期日，以色列國防軍當天稍早時候在加沙地带發現了一枚向以色列發射的俄製S5K火箭彈，而這正是在伊朗和阿富汗戰場上使用的一種型號。
根據以色列國防軍的說法，這枚火箭彈從內蓋夫向基布兹阿魯文發射，意味著這是加沙武裝分子首次使用這種武器。雖然這種武器類型的設想是從空中對地發射，加沙武裝分子卻是選擇從地面架起發射器以發射其火箭彈。與卡桑火箭彈不同在於，S5K內裝更多的爆炸物，但精度較為遜色。
2017年12月8日星期五，加沙地帶再度發射兩枚S-5火箭彈，擊中了斯德洛特。其中一枚火箭彈落在幼兒園，而另一枚落在附近的一條街上，並且對一輛汽車造成損害。

### 利比亞
第一次利比亚内战期間，S-5以及更大口徑的S-8和S-13型火箭彈的發射器架設在皮卡等輕型貨車（通常是武裝改裝車）的背後，成為一輛湊合的自走式多管火箭炮。反卡達菲勢力還為S-5火箭彈研製了一種便攜式發射器，將火箭彈轉化成為一枚湊合的火箭推進榴彈。

### 敘利亞
2011年開始的叙利亚内战期間，敘利亞阿拉伯空軍使用S-5火箭彈攻擊叙利亚反对派。

## 典型的發射器規格
| 編號             | ORO-57K             | UB-16-57UMP                                                            | UB-32 |
| ---------------- | ------------------- | ---------------------------------------------------------------------- | --- |
| 火箭彈，枚       | 8                   | 16                                                                     | 32 |
| 長度，毫米       | 1,447               | 1,880                                                                  | 2,080 |
| 直徑，毫米       | 220                 | 335                                                                    | 481 |
| 重量，無彈，公斤 | 33                  | 57                                                                     | 103 |
| 重量，裝彈，公斤 | 64                  | 138                                                                    | 264 |
| 航空器           | 格-19／歼-6「農夫」 | 格-21／歼-7「魚床」 苏-7「裝配匠A」 米-8「河馬」（UB-16-57的各種衍生型） | 格-21／歼-7「魚床」 格-23「鞭撻者」 米格-27「鞭笞者D/H/J」 苏-7「裝配匠A」 苏-17／20／22「裝配匠」 苏-25／39「蛙足」 米-17「河馬-H」 -24「雌鹿」 |

## 火箭規格
| 編號             | 彈種                       | 彈總長                  | 發射重量             | 彈頭重量            | 附注                                                               |
| ---------------- | -------------------------- | ----------------------- | -------------------- | ------------------- | ------------------------------------------------------------------ |
| S-5              | 通用彈 （GP）              | 915毫米 （36.02英吋）   | 3.99公斤 （8.8磅）   | 1.16公斤 （2.56磅） | 撞擊式引信。                                                       |
| S-5M             | 高爆破片殺傷彈 （HE-Frag） | ？                      | ？                   | ？                  | 產生75塊破片。                                                     |
| S-5M1            | 高爆破片殺傷彈             | 882毫米 （34.72英吋）   | 3.86公斤 （8.51磅）  | 0.8公斤 （1.76磅）  | 產生75塊破片。                                                     |
| S-5MO            | 破片殺傷彈 （Frag）        | 998毫米 （39.29英吋）   | 4.82公斤 （10.63磅） | 0.8公斤 （1.76磅）  | 彈頭具有20個缺口式鋼環以產生360塊破片。                            |
| S-5K             | 高爆反坦克彈 （HEAT）      | ？                      | ？                   | ？                  | 锥形装药彈頭，對軋壓均質裝甲貫穿力為130毫米。                      |
| S-5K1            | 高爆反坦克彈               | 830毫米 （32.68英吋）   | 3.64公斤 （8.02磅）  | 1.1公斤 （2.43磅）  | 锥形装药彈頭，對軋壓均質裝甲貫穿力為130毫米。                      |
| S-5KO            | 高爆反坦克／ 破片殺傷彈    | 987毫米 （38.86英吋）   | 4.43公斤 （9.77磅）  | 1.36公斤 （3磅）    | 彈頭具有10個缺口式鋼環以產生220破碎片。                            |
| S-5KP            | 高爆反坦克／ 破片殺傷彈    | ？                      | ？                   | ？                  | 锥形装药彈頭，並使用纏繞式金屬絲破片外殼以及和敏感壓電撞擊式引信。 |
| S-5KPB           | 高爆反坦克／ 破片殺傷彈    | 1,079毫米 （42.48英吋） | 5.01公斤 （11.05磅） | 1.8公斤 （3.97磅）  | 锥形装药彈頭，並使用纏繞式金屬絲破片外殼以及和敏感壓電撞擊式引信。 |
| S-5S             | 飛鏢彈                     | ？                      | ？                   | ？                  | 彈頭內藏1,000至1,100枝40毫米飛鏢彈。                               |
| S-5SB            | 飛鏢彈                     | ？                      | ？                   | ？                  | 彈頭內藏1,000至1,100枝40毫米飛鏢彈。                               |
| S-5P （PARS-57） | 干扰箔片彈                 | ？                      | ？                   | 不適用              | 干扰箔片火箭彈。                                                   |
| S-5P1            | 干扰箔片彈                 | 1,073毫米 （42.24英吋） | 5.04公斤 （11.11磅） | 不適用              | 干扰箔片火箭彈。                                                   |
| S-5-O            | 热诱饵弹                   | ？                      | ？                   | ？                  | 热诱饵及照明彈。                                                   |
| S-5-O1           | 附伞热诱饵弹               | 948毫米 （37.32英吋）   | 4.94公斤 （10.89磅） | 1.73公斤 （3.81磅） | 附加降落伞的热诱饵弹。                                             |

## 圖集

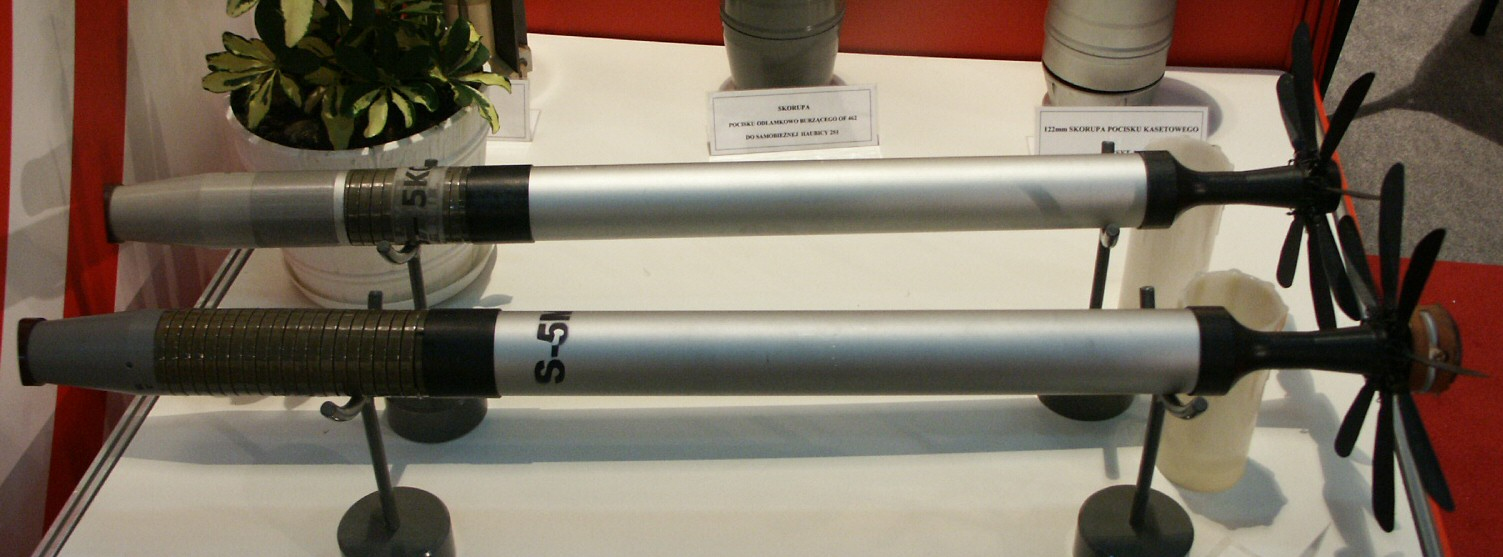
S-5KO高爆破片殺傷彈和S-5MO純破片殺傷彈
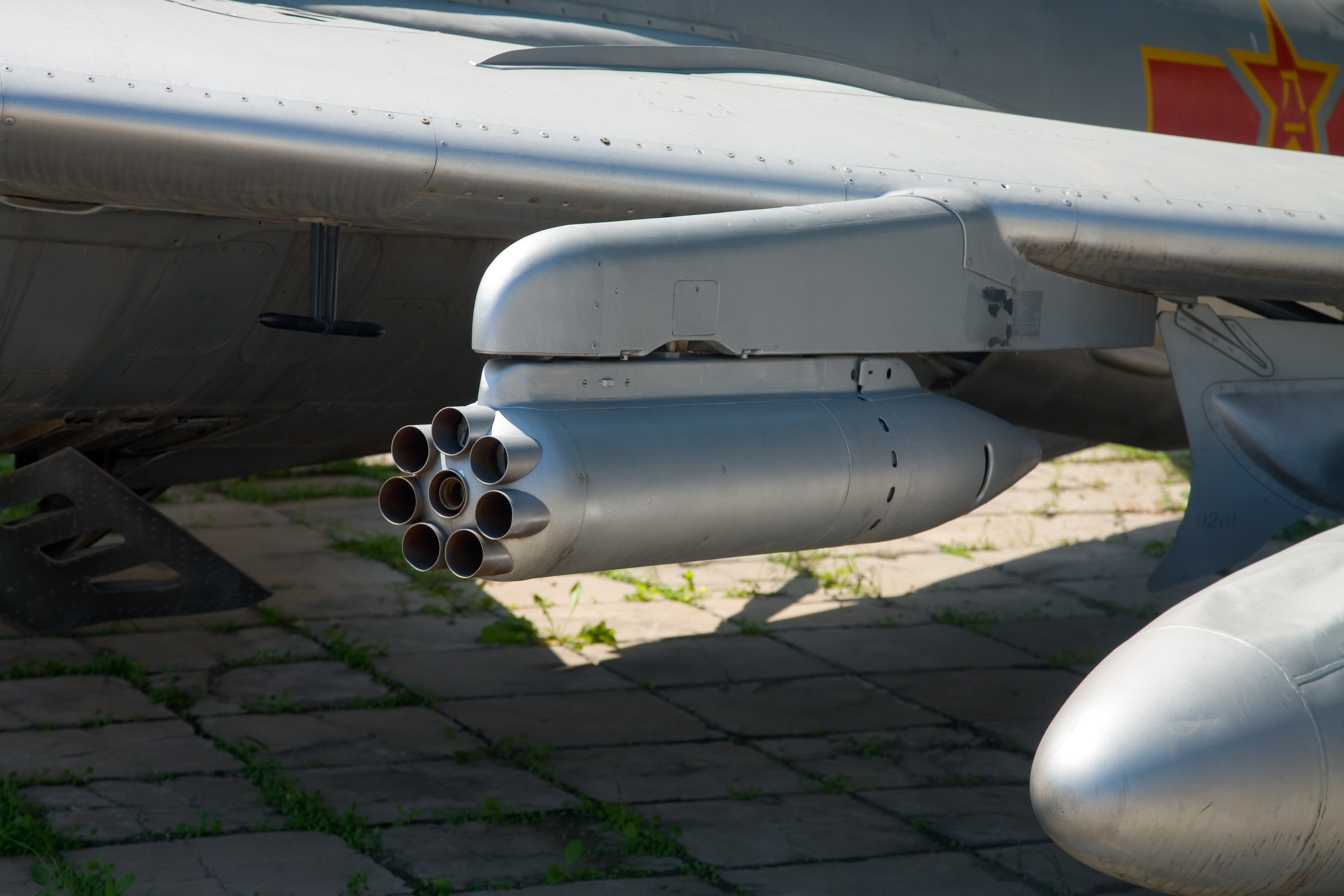
歼-6「農夫」機翼以下的ORO-58K多管航空火箭發射器近照。
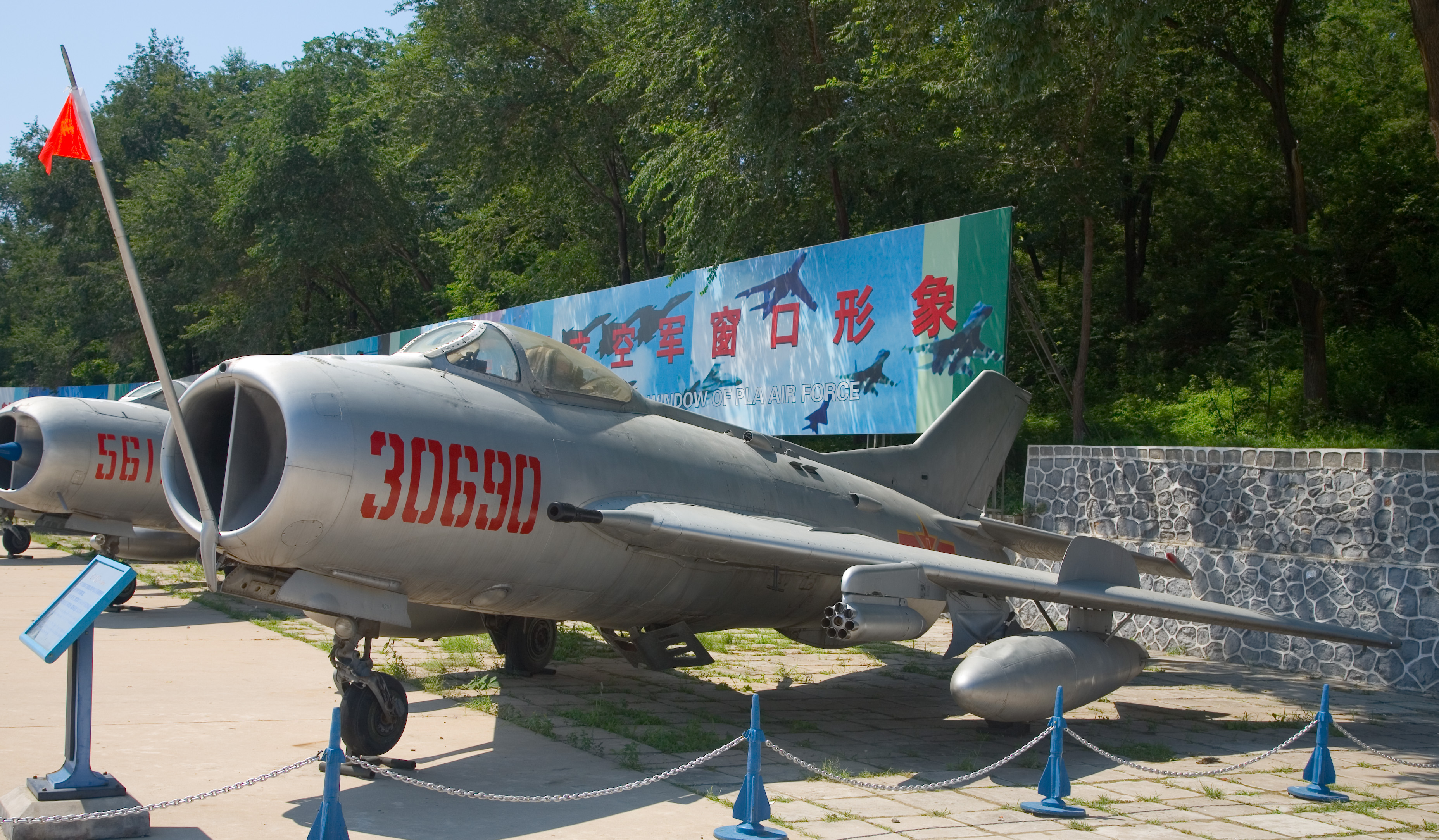
歼-6「農夫」機翼以下的ORO-58K全照。
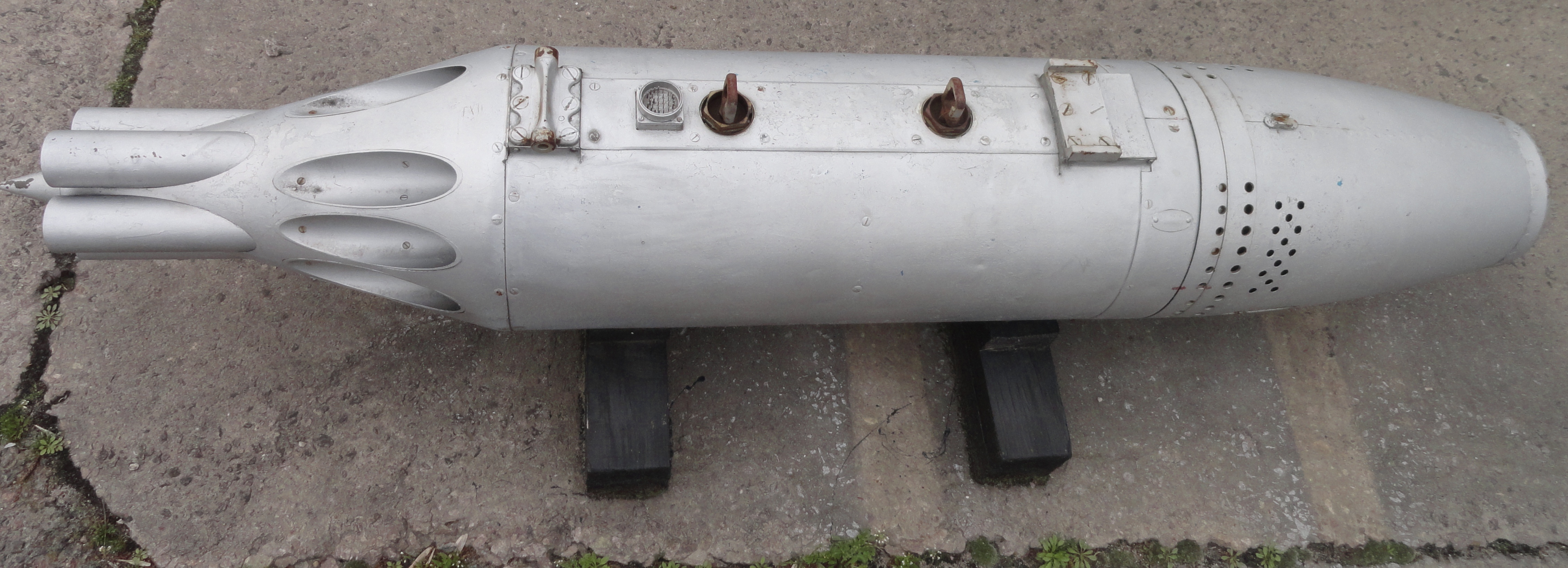
UB-16-57多管航空火箭發射器。
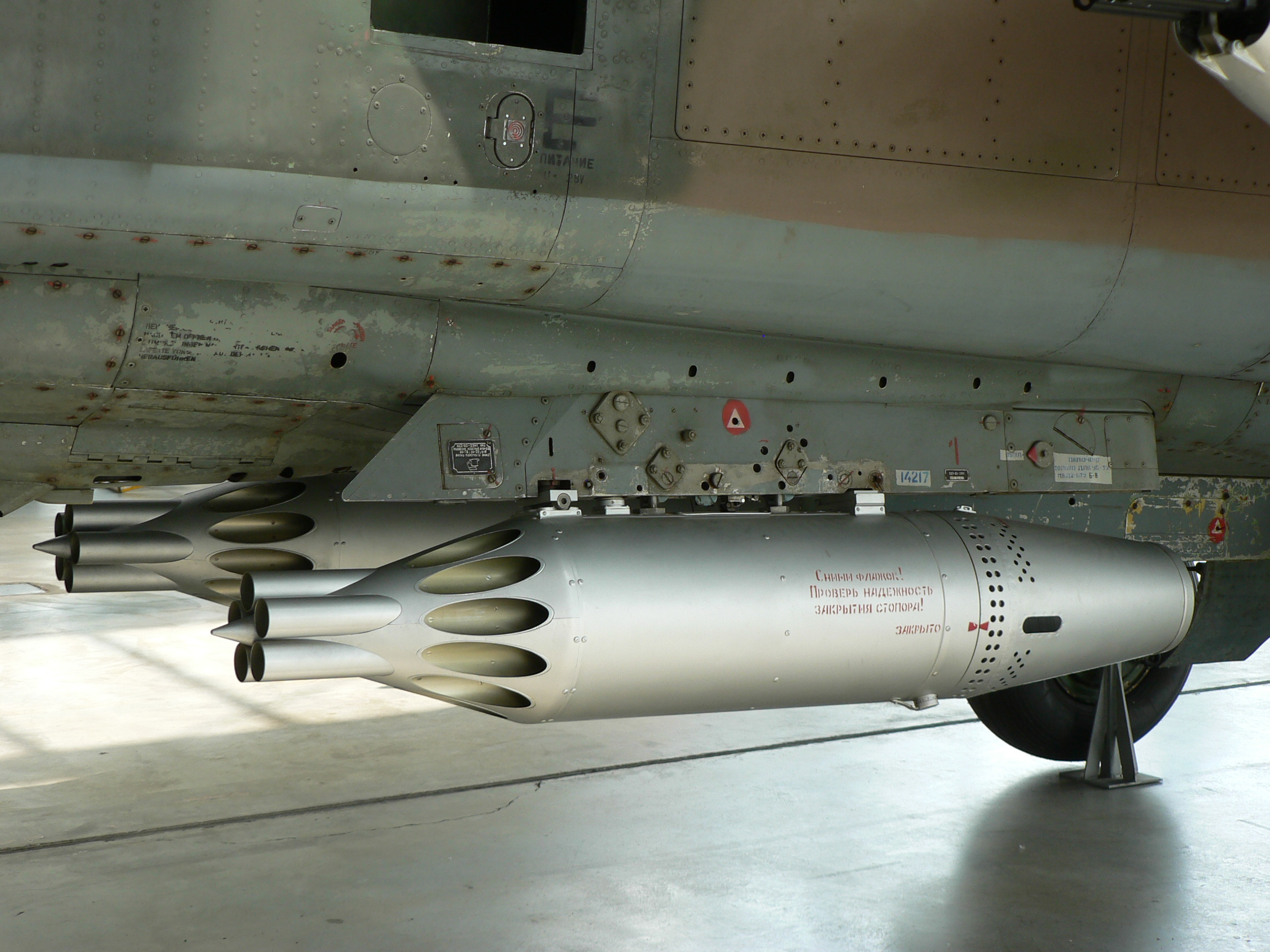
格-23「鞭撻者」機身以下的UB-16-57UMP。
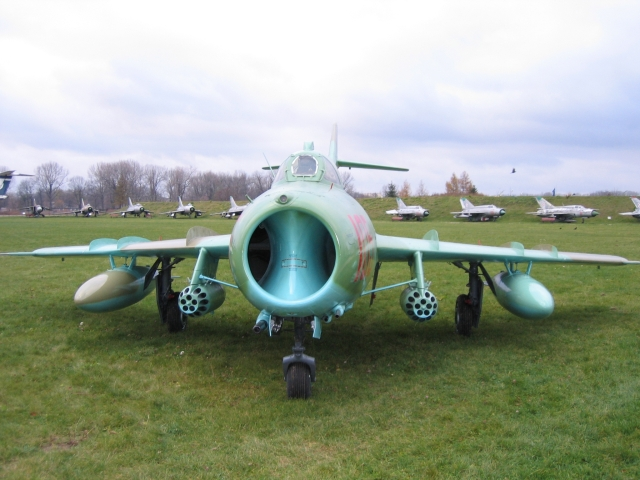
Lim-6bis機翼以下的Mars-2多管航空火箭發射器。
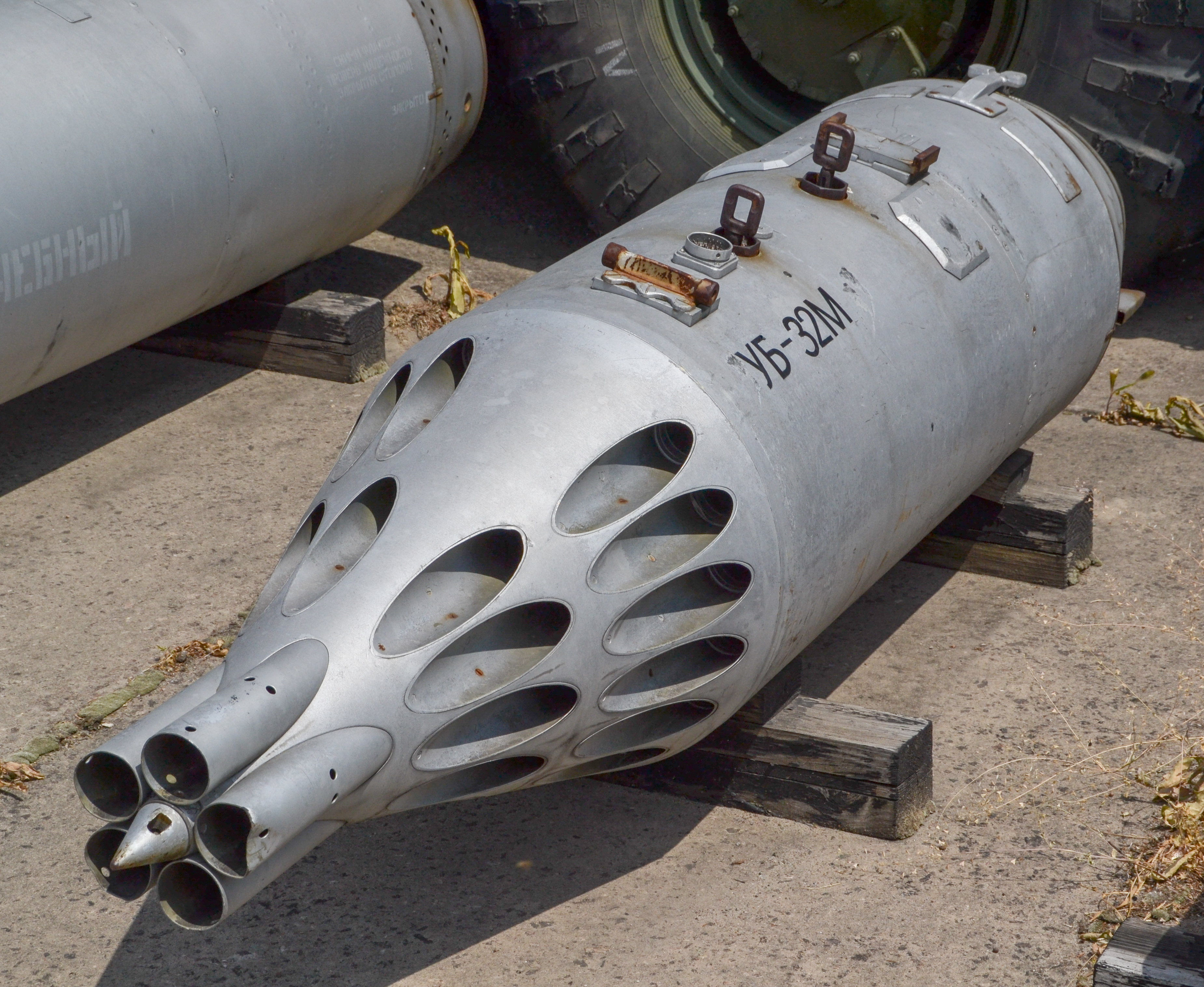
UB-32M多管航空火箭發射器。
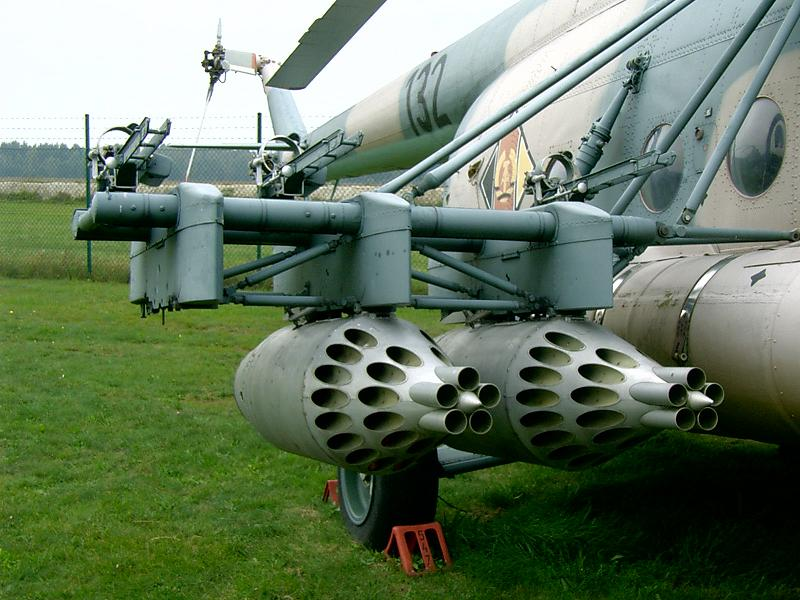
米-8TB「河馬」武裝短翼以下的兩具UB-32。
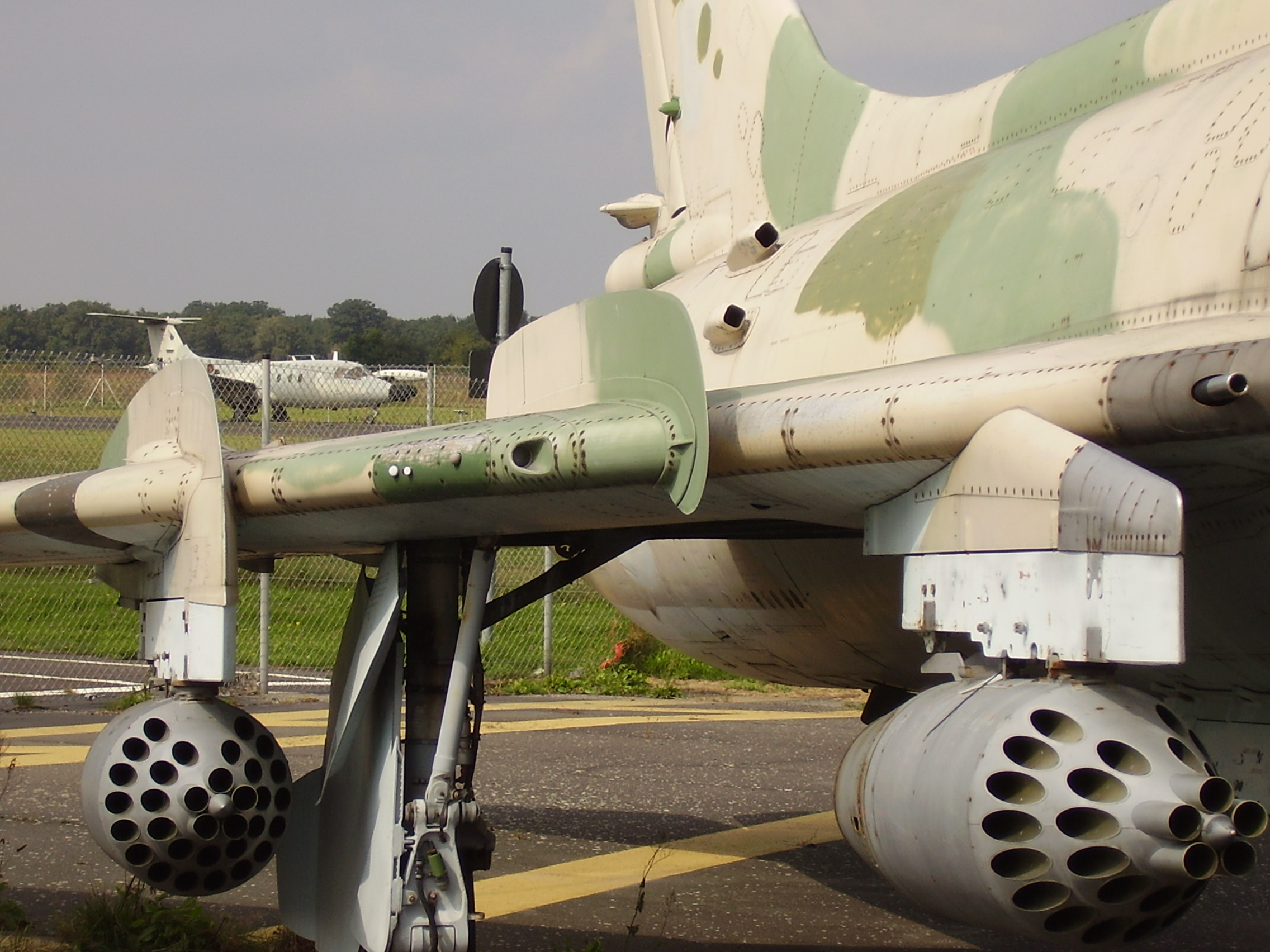
苏-20「裝配匠」機翼以下的UB-32。
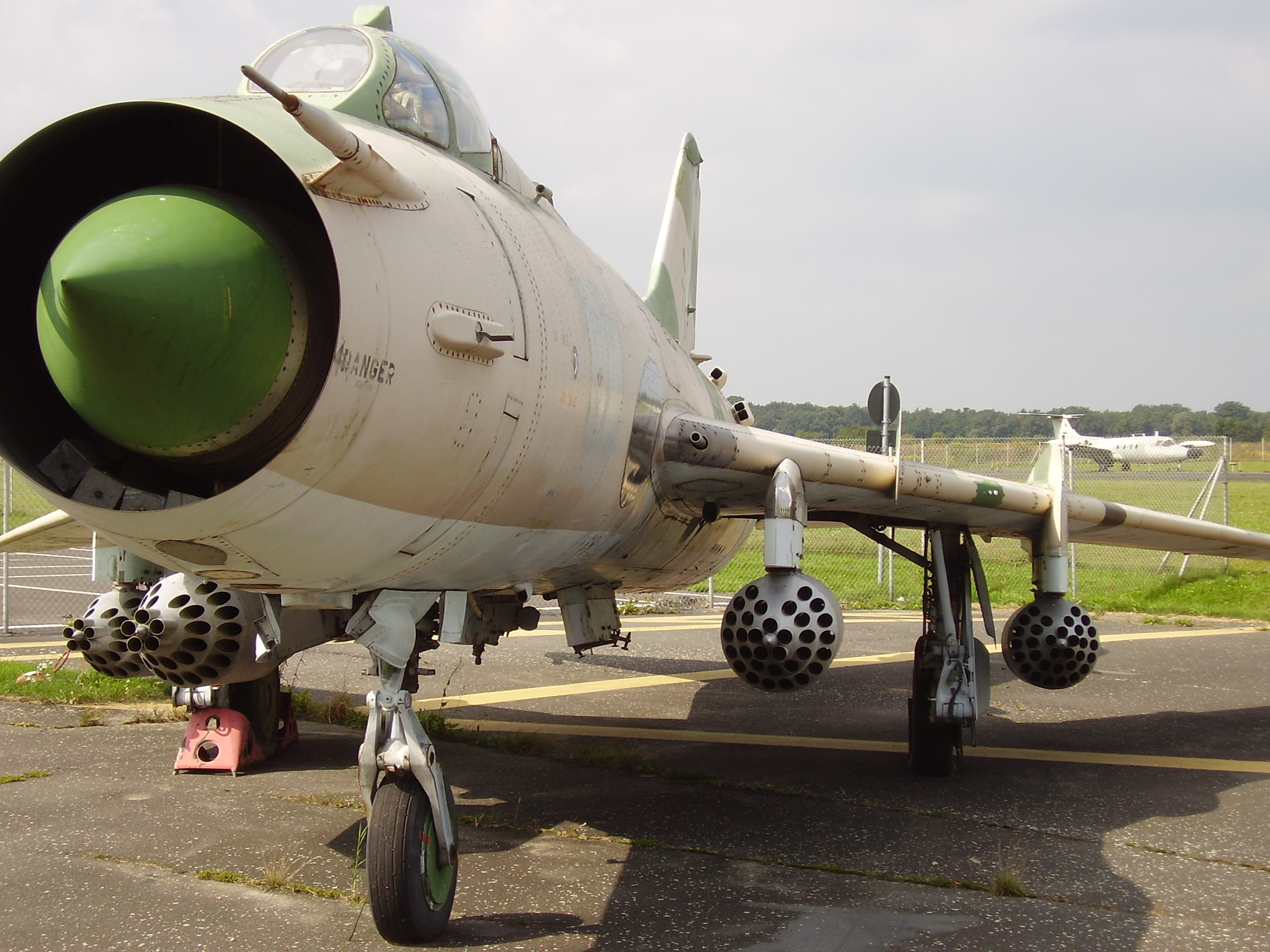
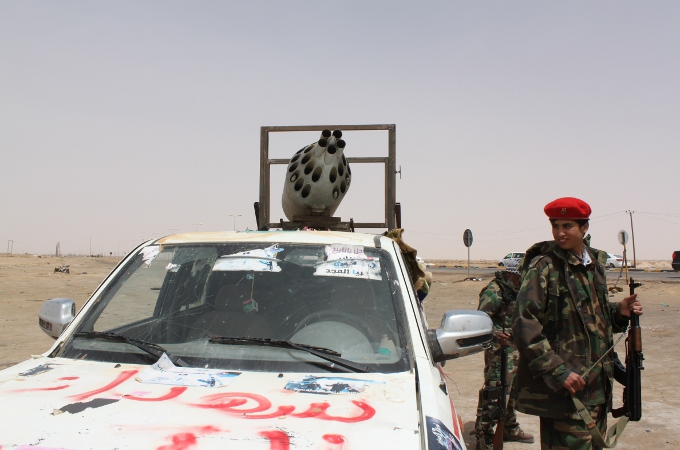
武裝改裝車上架設的UB-32。
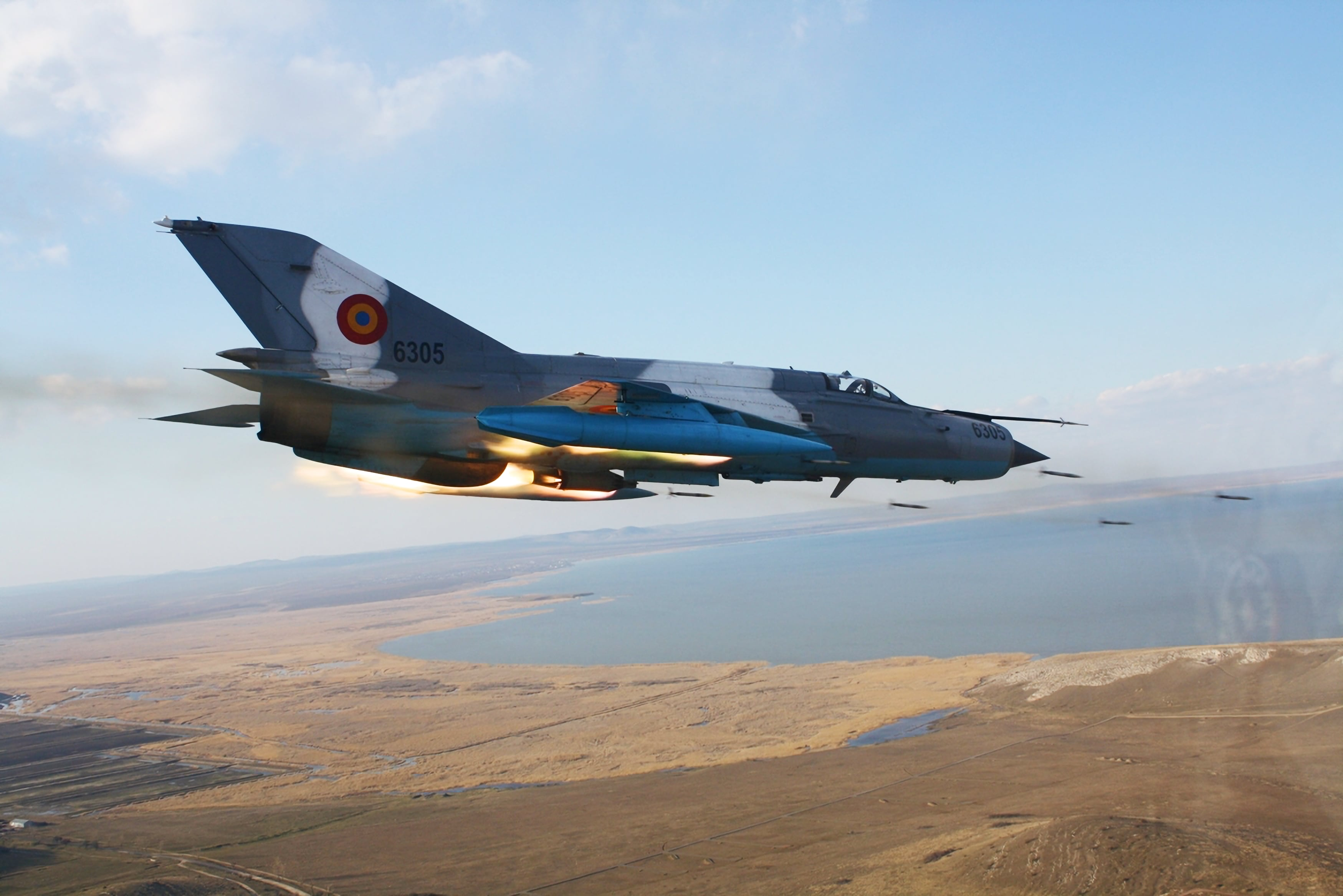
米格-21「槍騎兵」發射S-5火箭彈。

## 資料來源
1. 1 2 3  （俄文） C-5 （页面存档备份，存于） at Ugolok Neba site
2. 1 2  17 tys. S-5 dla WP （页面存档备份，存于）, altair.com (in Polish) published 2013-05-29 [access 2017-10-13]
3. ↑  , Lyamin & Jenzen-Jones 2014，第11 & 12頁
4. 1 2  , Lyamin & Jenzen-Jones 2014，第19頁
5. ↑  Lyamin & Jenzen-Jones 2014，第22頁
6. 1 2 3  （波兰語）Tomasz Szulc, Następcy Katiuszy. Cz.II in: nowa Technika Wojskowa nr 8/98, ISSN 1230-1655

- Soviet/Russian Aircraft Weapons Since World War Two, Yefim Gordon, ISBN 1-85780-188-1
- Mil Mi-24 Hind Attack Helicopter, Yefim Gordon and Dimitri Komissarov, ISBN 1-84037-238-9
- Jane's Air Launched Weapons Issue 36, Duncan Lennox, ISBN 0-7106-0866-7
- IDF: Gaza militants fired new kind of rocket at Israel, Haaretz Service, （页面存档备份，存于）
- Lyamin, Yuri; Jenzen-Jones, N.R.  (PDF). Armaments Research Services. 2014  [2018-01-05]. ISBN 978-0-9924624-0-6. （原始内容存档 (PDF)于2014-09-24）.

## 外部連結
- （英文）—. PPrune Forum. 2011-04-10  [2018-01-05]. （原始内容存档于2017-09-07）.
- YouTube上的Libya rebels make weapons from scraps
- YouTube上的War Time Inventions Pt 3 - Shoulder-Fired S-5 Missiles